# В исправительной колонии
«В исправи́тельной коло́нии» — рассказ (новелла) Франца Кафки, написанный в октябре 1914 года и опубликованный в 1919 году. Вместе с новеллами «Приговор» и «Превращение» рассказ составляет сборник «Кара».

## Сюжет
Безымянный путешественник прибывает в исправительную колонию на отдалённом острове. Ему предлагают присутствовать на казни провинившегося солдата. Казнь представляла собой помещение осуждённого в «особого рода аппарат» для казней. Аппарат работает по следующему принципу: он выцарапывает на теле человека нарушенную им заповедь, затем снова выцарапывает те же слова, только уже глубже. Так продолжается 12 часов, в конце провинившийся умирает. Этот аппарат очень нравится офицеру, который им заведует. Но новый комендант колонии хочет отказаться от такой казни, чему противится офицер, считающий этот аппарат очень нужным. Офицер просит Путешественника поддержать его на собрании командования колонии, но Путешественник отказывается. Тогда офицер ложится в этот аппарат и казнит сам себя.

## Действующие лица
- Путешественник
- Офицер
- Новый комендант
- Осуждённый солдат

Персонажи этой новеллы очень характерны для творчества Франца Кафки, так как у них нет имён.

## Театральные постановки
- 1962 — «В исправительной колонии», балет на музыку Хартунга (E. Hartung), хореограф Т. Гзовская, Немецкая опера, Западный Берлин.